# Miguel Reyes Razo
Miguel Reyes Razo (Ciudad de México, 16 de diciembre de 1939) es un periodista y cronista mexicano, reconocido en 1979 con el Premio Nacional de Periodismo  en la categoría de crónica.
El 31 de octubre de 2013 fue homenajeado por la LXII Legislatura del Congreso de la Unión de México, en reconocimiento a su trayectoria como cronista, inaugurándose la  Sala de Conferencias de Prensa "Cronista Miguel Reyes Razo" en la Cámara de Diputados  en el Palacio Legislativo de San Lázaro

## Trayectoria
Miguel Reyes Razo inició su carrera periodística colaborando en periódicos escolares donde realiza sus primeras entrevistas. En el año de 1959, entrevista a la entonces embajadora de Cuba en México, Teresa "Teté" Casuso Morín, quien lo invita a realizar un viaje a La Habana como parte de la llamada "Operación Verdad", a la que fueron convocados periodistas de todo el mundo tras el triunfo de la Revolución Cubana. Ahí, con 19 años, conoce y entrevista al Comandante Fidel Castro.
Años más tarde, a finales de los años sesenta, Miguel Reyes Razo, inicia formalmente su carrera periodística de la mano del escritor Luis Spota, quien autoriza la publicación de su primer relato titulado "Psicodelicosas" en el periódico El Heraldo de México. Poco después es invitado por el escritor Vicente Leñero a colaborar en la revista "Claudia".
Durante el Movimiento estudiantil de 1968 es comisionado, por su jefe de información en el Heraldo de México, Don Mario Santoscoy, para cubrir las diferentes marchas y mítines de dicho movimiento. El dos de octubre de 1968 acude a la Plaza de las Tres Culturas a cubrir lo que en principio, sería un mitin. La crónica de esos acontecimientos aparece citada en el libro La noche de Tlatelolco de la escritora mexicana Elena Poniatowska. El propio reportero, en los diferentes aniversarios de aquella noche, ha publicado detalladas crónicas. Asimismo, Miguel Reyes Razo, ha contado esta y otras experiencias como reportero en entrevistas como esta, en la que relata sus inicios y su trayectoria, en amena conversación con la periodista Patricia Betaza.
A principios de los años setenta, Miguel Reyes Razo ingresa a la televisión, como reportero, en el Canal 8. Al poco tiempo, dicho canal se fusiona con la empresa Telesistema Mexicano que más tarde se convertiría en la empresa Televisa. Es así como Miguel Reyes Razo se integra al equipo de reporteros del noticiero 24 horas  bajo la dirección de Jacobo Zabludovsky y en cuya plantilla de reporteros figuraban, asimismo, Joaquín López-Dóriga, Lolita Ayala, Guillermo Pérez Verduzco, Eduardo Andrade, el caricaturista Vic, entre otros. Durante este período, Miguel Reyes Razo cubrió desde giras presidenciales hasta conflictos bélicos en el Medio Oriente, Guatemala y El Salvador. Como corresponsal de guerra en el Líbano fue secuestrado por fedayines palestinos. En El Salvador entrevistó al célebre Monseñor Óscar Romero. 
Posteriormente, Miguel Reyes Razo empieza a trabajar en el periódico El Universal. Son las crónicas escritas durante ese período, las que lo hacen merecedor del Premio Nacional de Periodismo. Dicha distinción le fue otorgada en la Residencia Oficial de Los Pinos  por el entonces Presidente de México José López Portillo.
Más tarde, trabajaría para el periódico Excelsior  en donde, al igual que durante el período en el diario El Universal, entrevistó a políticos mexicanos e internacionales como Adolfo Suárez, escritores como Jorge Luis Borges, Carlos Fuentes, Gabriel García Márquez, Octavio Paz -a cuya ceremonia de entrega del Premio Nobel de Literatura  acudió como enviado especial - así como a deportistas y personalidades del mundo del espectáculo como el cineasta español Luis Buñuel.
Una de sus crónicas más célebres, es el relato del asesinato del candidato presidencial Luis Donaldo Colosio, en Tijuana, publicado en el Periódico Excélsior. 
La crónica "Ese maldito polvo que no deja de caer" fue publicada en el libro " A ustedes les constaː antología de la crónica en México" del escritor mexicano Carlos Monsiváis.
Cronista de la vida parlamentaria, el 31 de octubre de 2013, fue reconocido por laLXII Legislatura del Congreso de la Unión de México por su trayectoria periodística. Durante la ceremonia, a la que acudieron los representantes de todos los partidos políticos, se inauguró la Sala de Conferencias de Prensa "Cronista Miguel Reyes Razo"  y se develó una placa. El acto fue encabezado por el presidente de la Cámara de Diputados Ricardo Anaya Cortés y contó con la presencia de los coordinadores parlamentarios Manlio Fabio Beltrones, Ricardo Monreal, el periodista Jacobo Zabludovsky, el historiador y escritor Héctor Aguilar Camín y la escritora Ángeles Mastretta, entre otros invitados.
Actualmente Miguel Reyes Razo trabaja para el periódico El Sol de México, perteneciente a la OEM (Organización Editorial Mexicana) en donde cubre Asuntos Especiales relacionados, principalmente, con eventos de carácter internacional, como el funeral de Nelson Mandela Archivado el 13 de junio de 2015 en Wayback Machine., el funeral del presidente venezolano Hugo Chávez Archivado el 13 de junio de 2015 en Wayback Machine., el inicio del pontificado  Archivado el 13 de junio de 2015 en Wayback Machine. del Papa Francisco así como las giras del presidente de México Enrique Peña Nieto. Miguel Reyes Razo es titular de un espacio radiofónico llamado "Soles de México" y comparte un programa de opinión y debate con el comentarista Guillermo de Toscano y la señora Laura Elena Herrejón, llamado "En el camino" emitido semanalmente por la cadena de Televisión Mexiquense. Colabora también, en el Canal del Congreso.

## Reconocimientos
Premio Nacional de Periodismo e Información 1979.
Sala de Conferencias de Prensa "Cronista MIguel Reyes Razo" 31 de octubre de 2013.
Pergamino al Mérito Periodístico "Francisco Zarco". Distinción otorgada por la Ilustre y Benemérita Sociedad Mexicana de Geografía y Estadística
- Datos: Q20081200